# Thomas MacDonagh

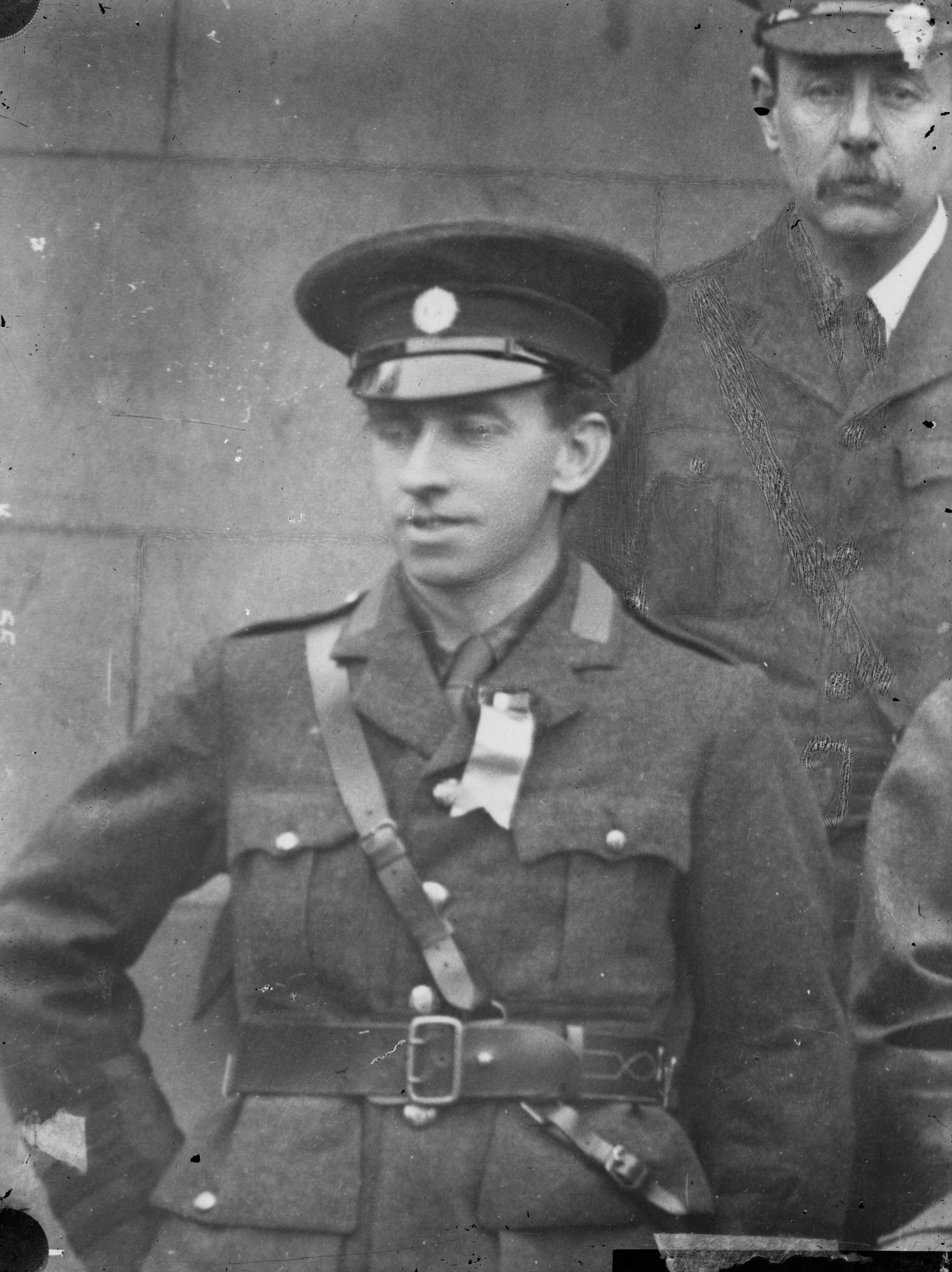
Thomas MacDonagh 1915.

Thomas MacDonagh, född 1 februari 1878 i Cloughjordan i County Tipperary, död (avrättad) 3 maj 1916 på Kilmainham Gaol i Dublin, var en irländsk poet och revolutionär. MacDonagh var en av ledarna för Påskupproret 1916, och arkebuserades efter att upproret slagits ner av de brittiska trupperna.